# 訃報 1985年5月
訃報 1985年5月（ふほう 1985ねん5がつ）では、1985年（昭和60年）5月中に物故した、又は物故が報じられた人物についてまとめる。

## （1日 - 15日）

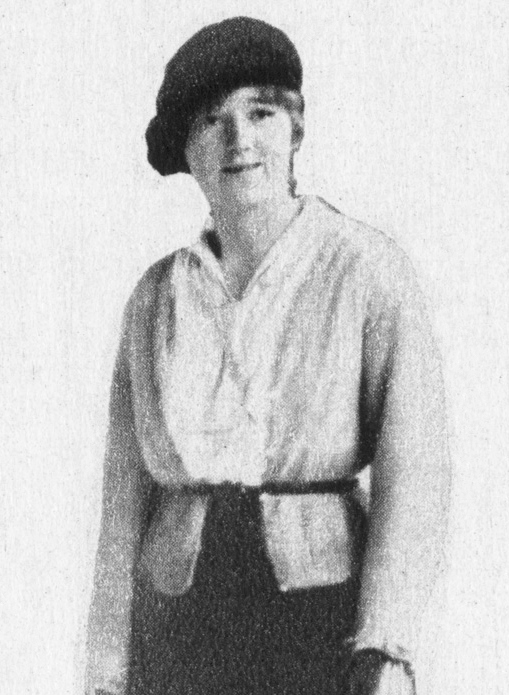
スベア・ノーレン / 5月9日没

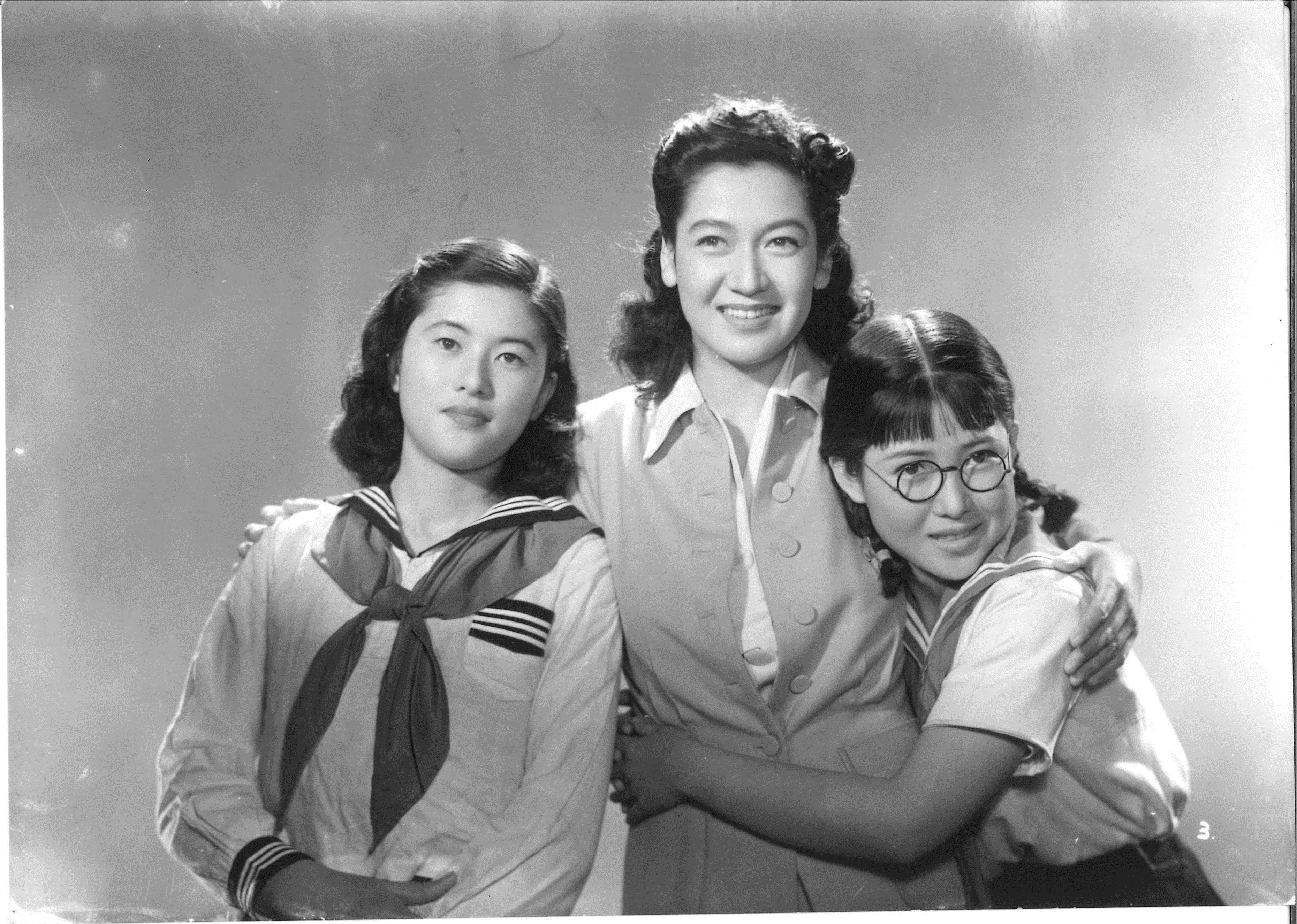
若山セツ子（右） / 5月9日没

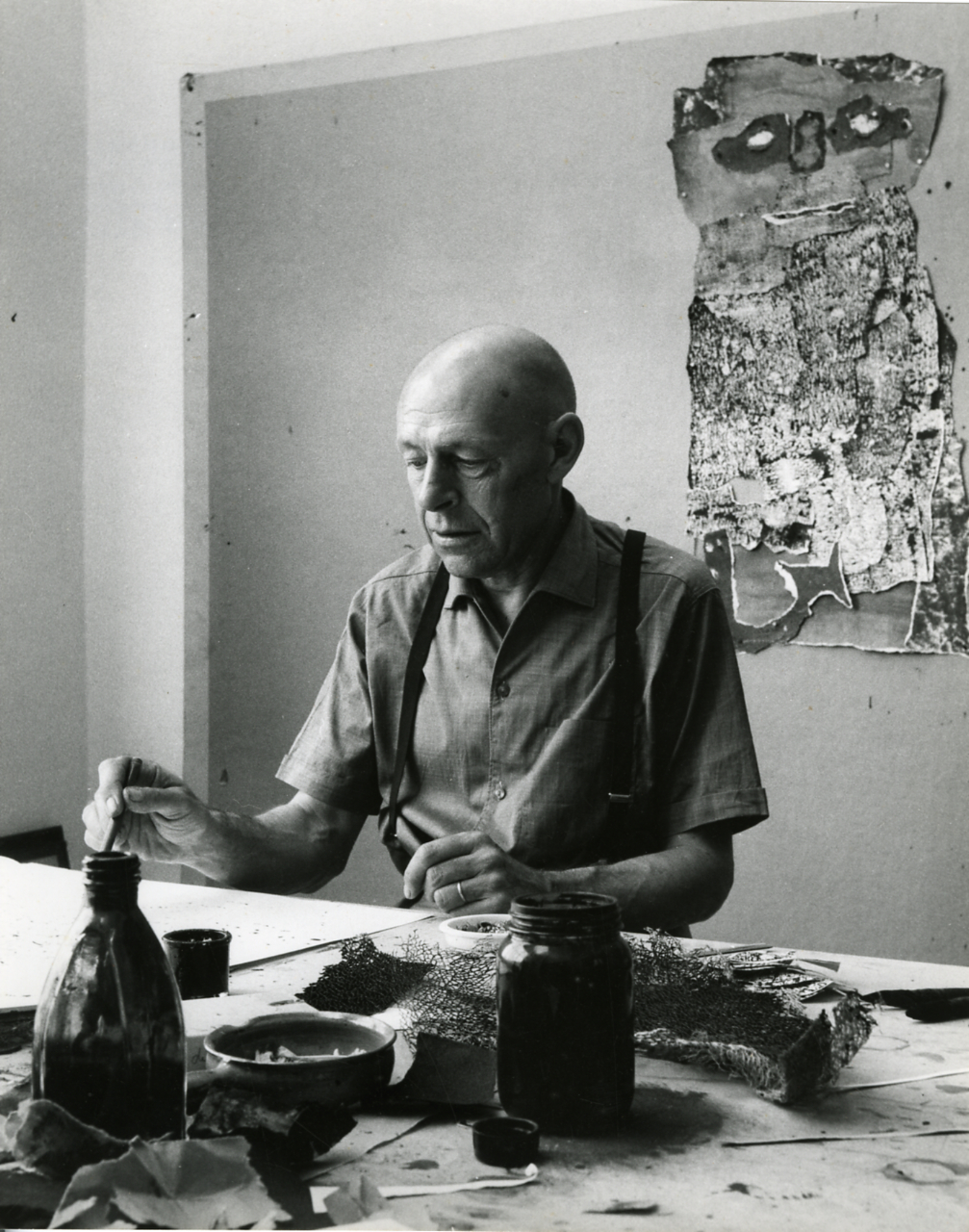
ジャン・デュビュッフェ / 5月12日没

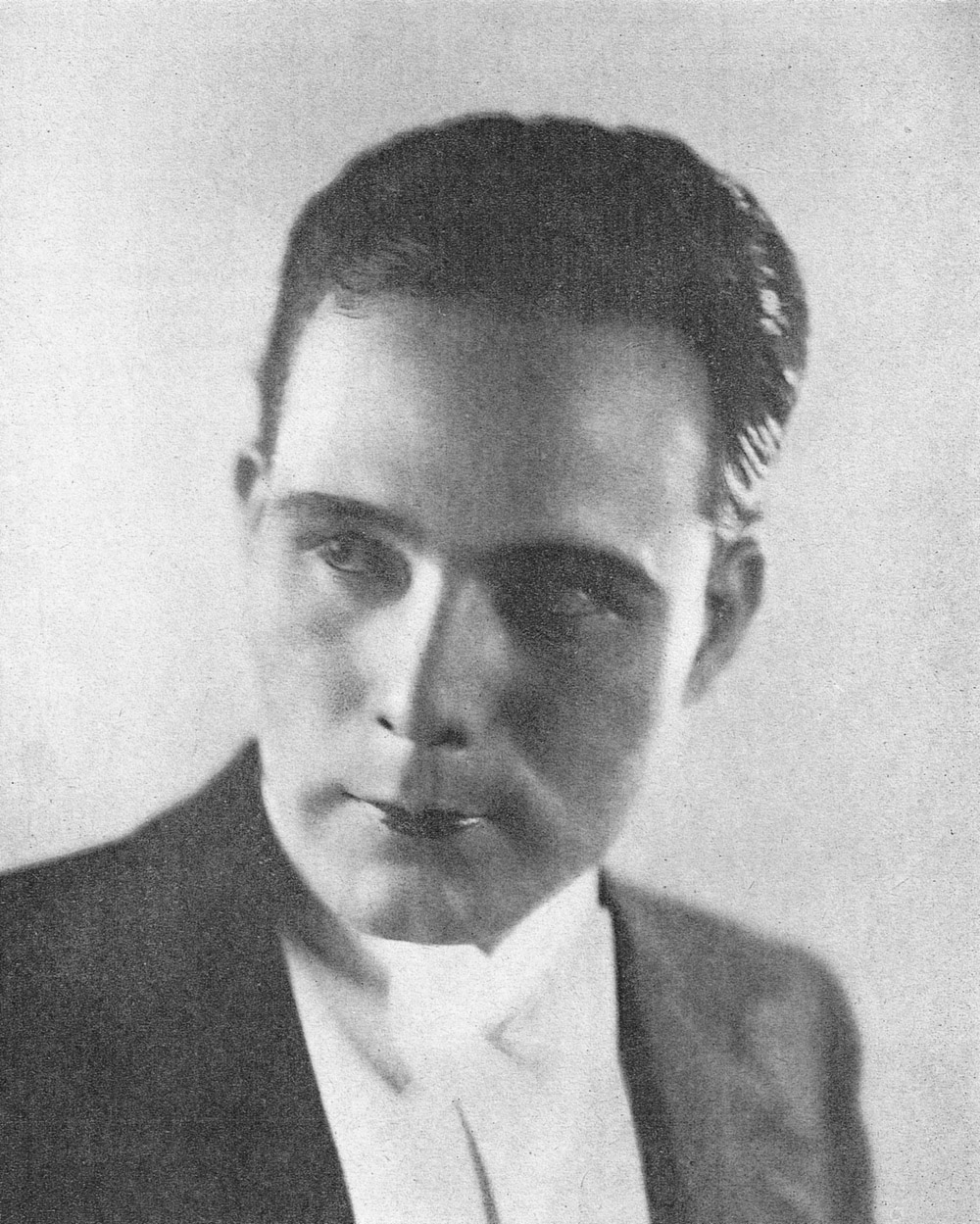
鈴木傳明 / 5月13日没

- 5月2日 - 渡海元三郎、政治家、第42代建設大臣（* 1915年）
- 5月9日 - スベア・ノーレン、フィギュアスケート選手（* 1895年）
- 5月9日 - 村瀬輝光、作詞家・推理作家（* 1915年）
- 5月9日 - 若山セツ子、女優（* 1929年）
- 5月9日 - 加藤昌利、プロ野球選手（* 1935年）
- 5月12日 - ジャン・デュビュッフェ、画家（* 1901年）
- 5月12日 - 石風呂良一、プロ野球選手（* 1923年）
- 5月13日 - 鈴木傳明、俳優（* 1903年）
- 5月15日 - エマーソン・スペンサー、陸上競技選手（* 1906年）

## （16日 - 31日）

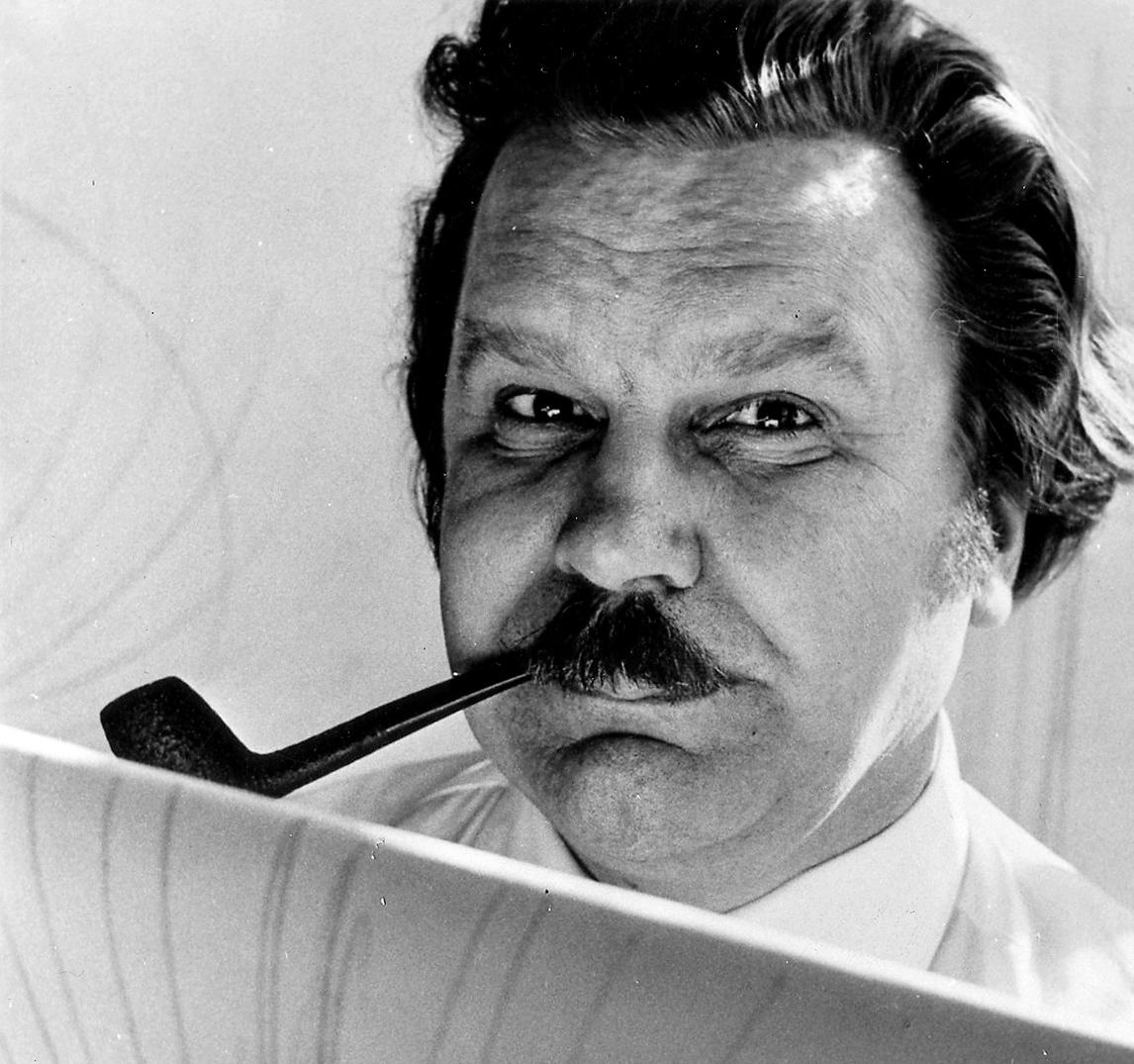
タピオ・ヴィルカラ / 5月19日没

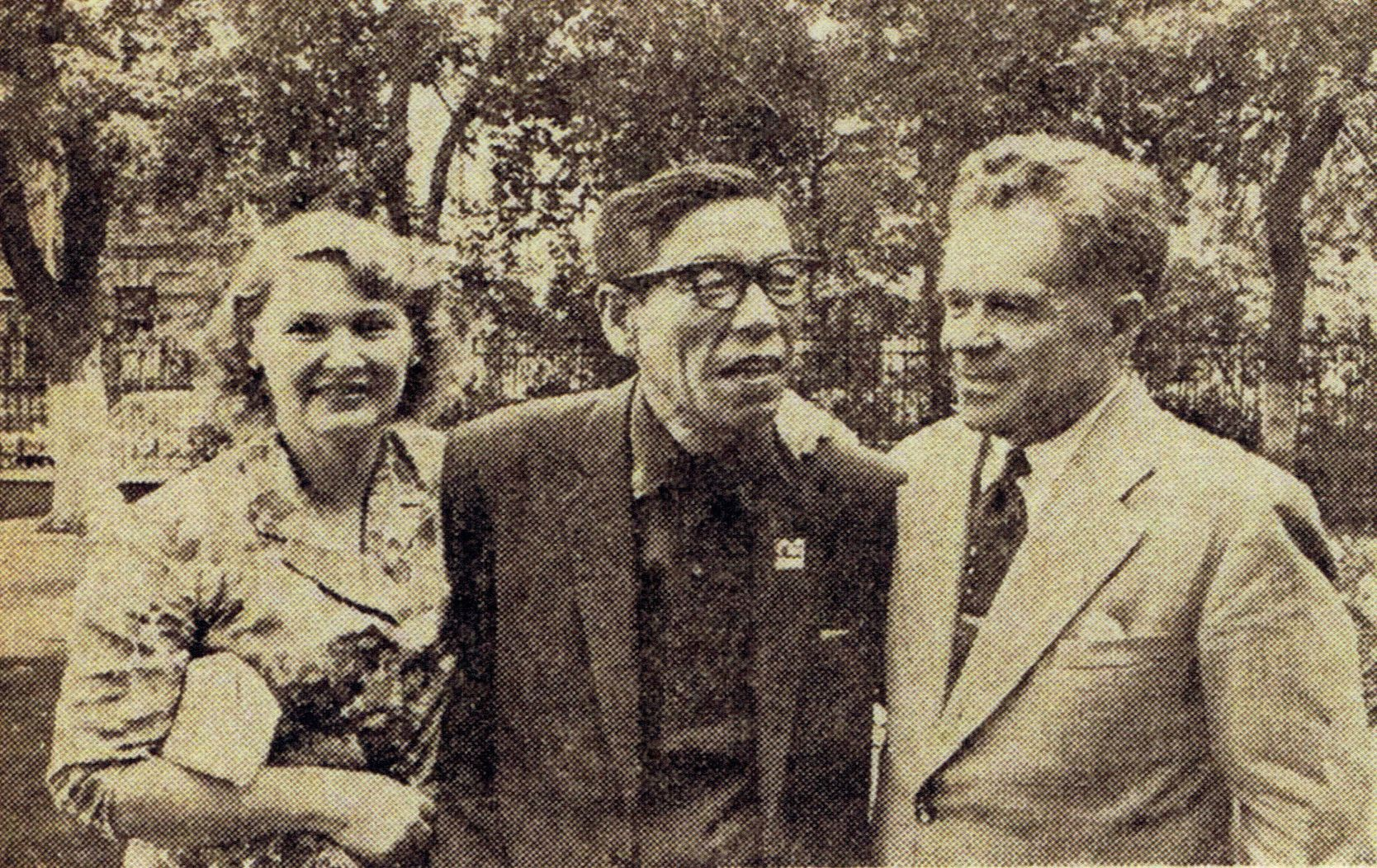
牛原虚彦（中） / 5月20日没

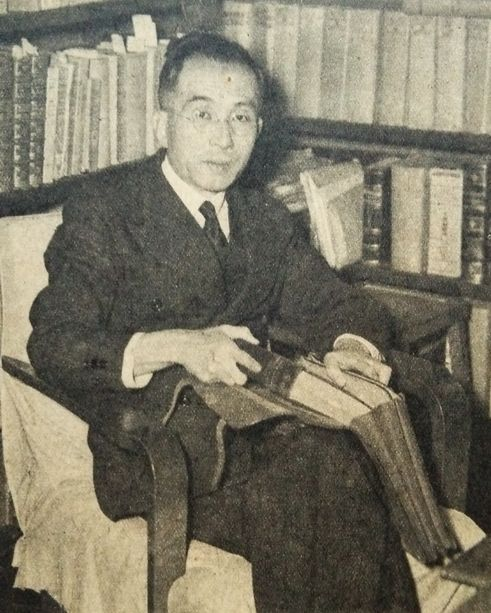
田岡良一 / 5月29日没

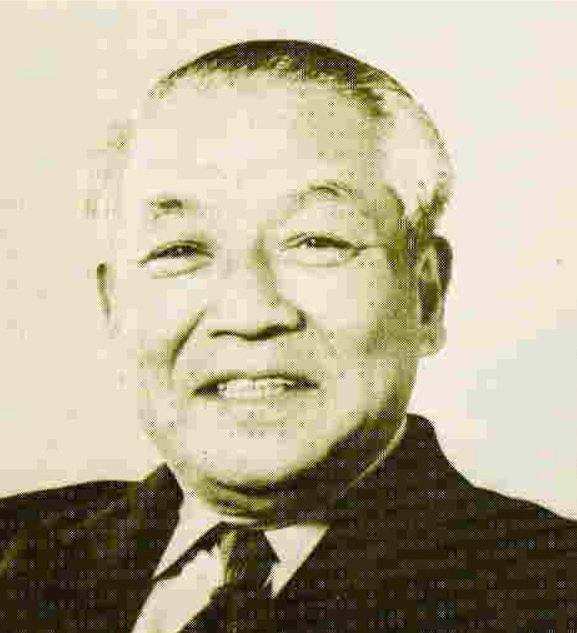
今里広記 / 5月30日没

- 5月18日 - ヘドリー・ブル、元オックスフォード大学モンタギュー・バートン講座国際関係論教授（* 1932年）
- 5月19日 - タピオ・ヴィルカラ、デザイナー・彫刻家（* 1915年）
- 5月20日 - 牛原虚彦、映画監督（* 1897年）
- 5月22日 - ウォルフガング・ライザーマン、アニメーター・映画監督・映画プロデューサー（* 1909年）
- 5月22日 - 人見きよし、俳優（* 1930年）
- 5月24日 - 毛利松平、政治家、第5代環境庁長官（* 1913年）
- 5月25日 - 中村清、陸上競技指導者（* 1913年）
- 5月29日 - 田岡良一、法学者・京都大学名誉教授（* 1898年）
- 5月30日 - 今里広記、実業家（* 1908年）